# Castell d'Assuévar
El castell d'Assuévar a l'Alt Palància (País Valencià) és una fortalesa d'origen musulmà construïda al segle xii amb posteriors transformacions cristianes, que es troba dalt d'un penya-segat des d'on domina la confluència de les rambles d'Almedíxer i Assuévar, i la vall on s'assenta la població.
Al castell s'han trobat restes d'un poblat ibèric.

## Descripció
El castell, de planta oval, conté tres torres de base quadrada. S'hi accedeix des de la torre més al sud.
Les torres emmerletades, de dues plantes, estan construïdes en maçoneria sobre base de grans pedres, mentre els llenços de muralla es construïren amb tàpia.
A l'interior, hom hi pot reconèixer dos aljubs adossats rectangulars.